# Divisió Sud-est (NBA)
La Divisió Sud-est és una divisió de la Conferència Est de l'NBA.

## Equips actuals[1]
- Atlanta Hawks
- Charlotte Hornets
- Miami Heat
- Orlando Magic
- Washington Wizards

## Campions
|  |

| Temporada | Equip              | Balanç       | Resultat playoffs              |
| --------- | ------------------ | ------------ | ------------------------------ |
| 2004-05   | Miami Heat         | 59–23 (.720) | Perd Finals de Conferencia     |
| 2005-06   | Miami Heat         | 52–30 (.634) | Guanya Finals de la NBA        |
| 2006-07   | Miami Heat         | 44–38 (.537) | Perd 1.ª ronda                 |
| 2007-08   | Orlando Magic      | 52–30 (.634) | Perd Semifinals de Conferencia |
| 2008-09   | Orlando Magic      | 59–23 (.720) | Perd Finals de la NBA          |
| 2009-10   | Orlando Magic      | 59–23 (.720) | Perd Finals de Conferencia     |
| 2010-11   | Miami Heat         | 58–24 (.707) | Perd Finals de la NBA          |
| 2011-12   | Miami Heat         | 46–20 (.697) | Guanya Finals de la NBA        |
| 2012-13   | Miami Heat         | 66–16 (.805) | Guanya Finals de la NBA        |
| 2013-14   | Miami Heat         | 54–28 (.659) | Perd Finals de la NBA          |
| 2014-15   | Atlanta Hawks      | 60–22 (.732) | Perd Finals de Conferencia     |
| 2015-16   | Miami Heat         | 48–34 (.585) | Perd Semifinals de Conferencia |
| 2016-17   | Washington Wizards | 49–33 (.598) | Perd Semifinals de Conferencia |
| 2017-18   | Miami Heat         | 44–38 (.537) | Perd 1.ª ronda                 |
| 2018-19   | Orlando Magic      | 40–42 (.512) | Perd 1.ª ronda                 |
| 2019-20   | Miami Heat         | 44–29 (.603) | Perd Finals de la NBA          |
| 2020-21   | Atlanta Hawks      | 41–31 (.569) | Perd Final conferència         |